# Dilpreet Bajwa
Dilpreet Singh Bajwa (* 1. April 2001 in Gurdaspur, Indien) ist ein indischer Cricketspieler, der seit 2023 für die kanadische Nationalmannschaft spielt.

## Kindheit und Ausbildung
Bajwa besuchte die Guru Arjun Dev Senior Secondary School in Dhariwal. Sein Vater arbeitete im Landwirtschaftsministerium und seine Mutter war Lehrerin. Er spielte erfolgreich im örtlichen Jugendcricket, doch wurde er nicht in die Jugendmannschaft von Punjab aufgenommen.

## Aktive Karriere
Daraufhin verließ Bajwa Indien und konnte sich dort über die Global T20 Canada bei den Montreal Tigers auf sich aufmerksam machen. Sein Twenty20-Debüt für die kanadische Nationalmannschaft gab er in der Amerika-Qualifikation für den Twenty20 World Cup im September 2023 gegen Bermuda. Im Februar 2024 erfolgte sein ODI-Debüt in Nepal. Im April folgte eine Twenty20-Serie in den Vereinigten Staaten, wo er ein weiteres Fifty über 52 Runs erreichte. Daraufhin wurde er für den Kader für den ICC Men’s T20 World Cup 2024 nominiert.